# Pagofagia

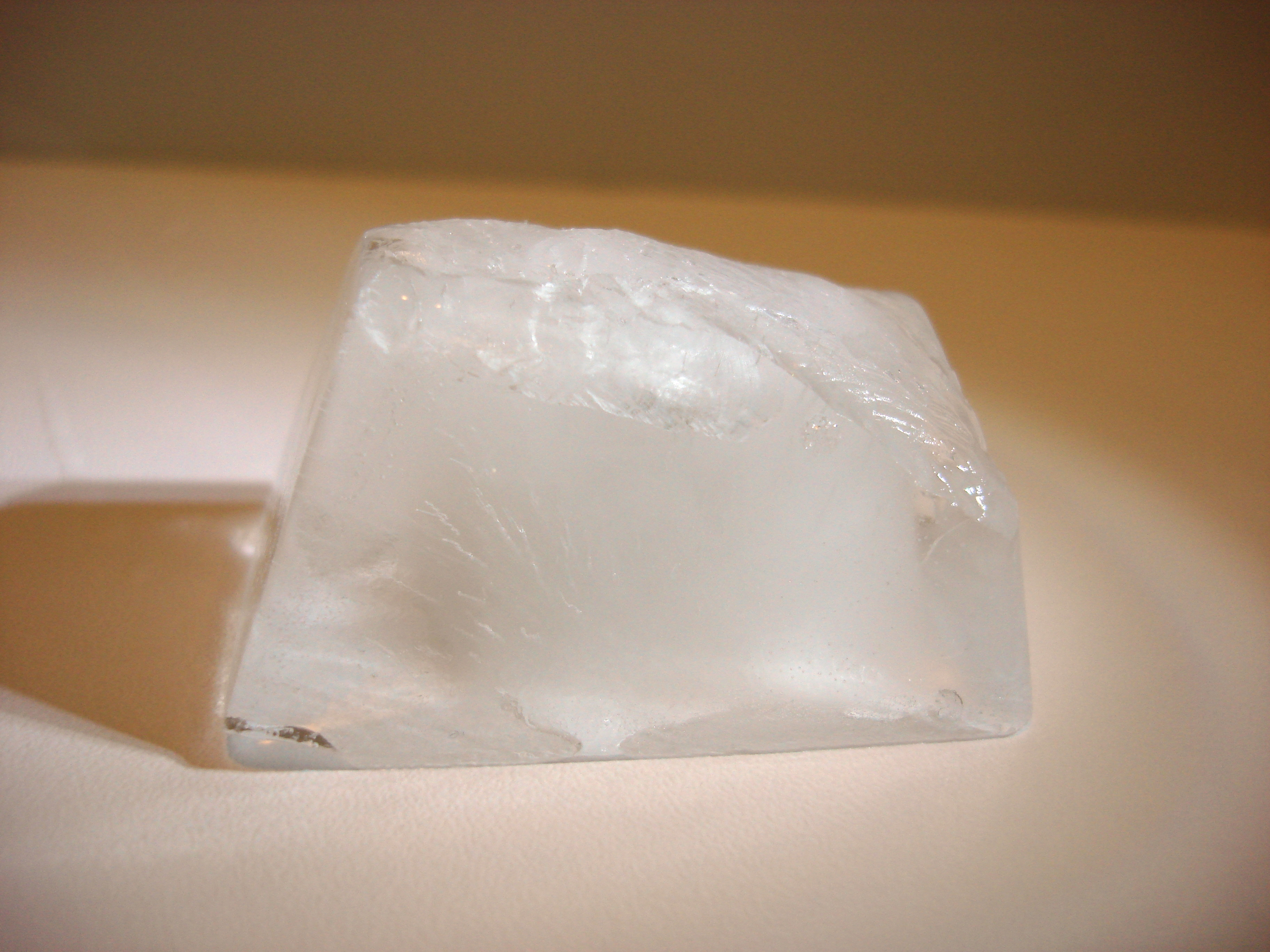
Una imagen de un cubo de hielo sobre una mesa, sobre un fondo blanco.

Pagofagia (del griego: pagos, escarcha / hielo, + phagō, comer) es el consumo compulsivo de hielo o bebidas heladas. Puede deberse a variadas causas, por síndrome de pica, por alteraciones neurológicas, por deficiencias mentales o, sencillamente, porque esto produce placer al que lo practica. Se ha asociado con la anemia por deficiencia de hierro, y se ha demostrado que responde a la suplementación de hierro, lo que lleva a algunos investigadores a postular que algunas formas de pica pueden ser el resultado de una deficiencia nutricional. Masticar hielo puede disminuir el dolor en la glositis relacionada con la anemia por deficiencia de hierro. Sin embargo, la Asociación Dental Americana recomienda no masticar hielo porque puede quebrar los dientes; en cambio, se debe permitir que el hielo se derrita en la boca.
Siempre es importante descartar enfermedades: erosión esofágica dolorosa de diversas causas (reflujo gastroesofágico, vómitos repetidos, bulimia, mucositis, etc.). El comer hielo les disminuye el dolor. 
La sabiduría popular (y algunos de los primeros investigadores) sostenían que la pica reflejaba un apetito por compensar las deficiencias nutricionales, como el bajo nivel de hierro o de zinc. Algunas formas de pica (como en las mujeres embarazadas que tienen deficiencia de hierro) pueden ser tratadas suplementando el nutriente.
Investigaciones posteriores han demostrado que las sustancias ingeridas generalmente no proporcionan el mineral o el nutriente del que carecen los pacientes. A medida que las personas comienzan a comer alimentos no comestibles, la pica también puede causar las deficiencias nutricionales con las que se asocia.  En un estudio de caso, se informó que la pagofagia causaba anemia por deficiencia de hierro. Al mismo tiempo, sin embargo, los investigadores sugirieron que masticar hielo puede beneficiar la estomatitis y la glositis. Los nutrientes obtenidos de los no alimentos como el suelo o el hielo pueden variar ampliamente dependiendo de la ubicación geográfica. Por ejemplo, el hielo hecho de agua dura contiene más minerales, especialmente calcio y magnesio, pero el simple hecho de beber el agua proporciona los mismos minerales. 